# Модель Кюблер-Росс
Модель Кю́блер-Росс (пять стадий принятия смерти или смертельной болезни; пять фаз горя) — описание эмоционального состояния неизлечимо больных людей или людей, потерявших своих близких.
Модель предложена психологом Элизабет Кюблер-Росс в 1969 году.

## История
В 1965 году студентам Чикагской теологической семинарии было дано задание написать курсовые работы на тему «Кризис в человеческой жизни», и четверо из них решили, что им наиболее интересен последний кризис в жизни — умирание. Эти студенты обратились к Элизабет Кюблер-Росс, работавшей в Медицинской школе имени Прицкера Чикагского университета, с просьбой организовать им несколько встреч с умирающими людьми, которые лежат в этой больнице, чтобы узнать, что они чувствуют, попытаться понять их нужды и по возможности их удовлетворить. Предполагалось, что беседу будет вести Кюблер-Росс, а студенты-богословы будут стоять вокруг койки, наблюдая за происходящим.
Несмотря на возникшие трудности в виде противодействия персонала больницы, Кюблер-Росс организовала такой междисциплинарный семинар. Раз в неделю она со студентами-богословами стала встречаться с безнадёжными больными, записывая беседы на магнитофон, а потом вместе со студентами их анализировать. Постепенно семинар вырос до полусотни участников, и беседы с умирающими стали проводить уже не в палате, а в специальной комнате с зеркалом Гезелла, где большинство участников семинара находилось в соседней комнате и не были видны умирающему, с которым разговаривали Кюблер-Росс и иногда священник. К 1967 году эти занятия стали признанным курсом для медицинских институтов и богословских семинарий. Кроме наблюдения за умирающими, в учебный курс вошли также лекции, посвящённые теории смерти, философским, морально-этическим и религиозным сторонам этой проблемы, которые поочерёдно читали Э. Кюблер-Росс и больничный священник. Этот курс, по словам Кюблер-Росс, проходили практикующие врачи, медсёстры и санитары, сиделки и работники социальных служб, христианские священники и раввины, терапевты и психологи.
В 1969 году Элизабет Кюблер-Росс опубликовала книгу «О смерти и умирании» (англ. On Death & Dying), в которой обобщила свой опыт и выделила пять этапов восприятия смерти во время развития смертельных болезней.

## Этапы восприятия смерти
Этапы восприятия смерти, широко известные под аббревиатурой (англ. DABDA, где denial — отрицание, anger — гнев, bargaining — торг, depression — депрессия, acceptance — принятие), включают:

### Первый этап
«Отрицание и изоляция» (англ. denial and isolation). Обычно шок и отрицание возникают у пациентов, которым сообщили смертельный диагноз в самом начале развития болезни, или у тех, кто догадался об этом сам. Слишком сильный шок присутствует у пациентов, которым эту новость преждевременно и неожиданно сообщил человек, плохо знающий больного, либо не подготовленный. Отрицание и шок присуще почти всем пациентам и не только на первых стадиях болезни. Шок, по мнению Кюблер-Росс, выступает некой формой защиты, он смягчает неожиданное потрясение и позволяет пациенту собраться с мыслями, а позже пользоваться другими, менее радикальными формами защиты. После шока наступает стадия отрицания, которая позже трансформируется в стадию частичного отрицания.

### Второй этап
«Гнев» («злость», «ярость» — англ. anger). Когда пациент не в силах отрицать очевидное, его переполняют ярость, раздражение, зависть и негодование. Он задает вопрос: «Почему именно я?» В этом случае семье пациента и сотрудникам больницы очень трудно общаться с пациентом. Пациент неожиданно выплескивает свое возмущение на окружающих. Он ругает врачей за то, что те слишком долго держат его в больнице, медсестёр за то, что те либо слишком назойливы, либо равнодушны, а посещение родных вызывает у больного только раздражение и злость, что приводит родственников в состояние скорби.

### Третий этап
«Торговля» («торг» — англ. bargaining). Этот этап довольно непродолжительный. Пациент пытается «договориться» с болезнью. Он знает, что хорошее поведение вознаграждается. Сначала желания пациента заключаются в продлении жизни, а позже сменяются надеждой на хотя бы несколько дней без болей и неудобств или надеждой на исполнение заветного желания. По существу, сделка представляет собой попытку отсрочить неизбежное. Она не только определяет награду «за примерное поведение», но и устанавливает некую «окончательную черту». Если мечта исполнится, пациент обещает ни о чём больше не просить. При этом обычно никто своих слов не держит.

### Четвёртый этап
«Депрессия» (англ. depression). Оцепенение, раздражительность и обиды вскоре сменяются ощущением огромной потери. Наступает депрессия. Кюблер-Росс выделяет два вида депрессии: реактивную и «подготовительную скорбь». Реактивную депрессию часто сопровождает чувство вины за то, что человек изменился из-за болезни, то есть сожаление о прошлом. Человек в таком состоянии не может взглянуть в лицо собственной болезни и угрозе смерти, но при этом склонен к многословному общению, так как хочет поделиться своими тревогами. Стадия депрессии, которую Кюблер-Росс назвала «подготовительная скорбь», характерна тем, что она вызвана неминуемыми потерями в будущем, то есть пациент осознает неизбежность конца. И на этой стадии обычно человек в основном молчит.

### Пятый этап
«Смирение» («принятие» — англ. acceptance). К этому этапу больной уже выплеснул все прежние чувства. Теперь он начинает размышлять о грядущей смерти, но испытывая при этом спокойствие. Часто больной чувствует усталость и слабость. Пациент много спит. Это значит, что сопротивление ослабевает, но это не конец борьбы. Смирение почти лишено чувств: круг интересов сужается, больной больше времени проводит в одиночестве. Наступает время «последней передышки перед дальней дорогой». В конце этапа начинается постепенное отрешение (декатексис) и общение перестаёт быть двусторонним.
Согласно Кюблер-Росс, смертельно больной человек почти никогда не теряет надежды. Сами этапы, хотя и появляются последовательно, но не всегда сменяют друг друга сразу. См. схему:

Этапы восприятия смерти по Э. Кюблер-Росс. П. С. — подготовительная скорбь; Ч. О. — частичное отрицание

## Критика
Критика модели основывается на недостатке эмпирических исследований и данных, которые бы подтверждали стадии, описанные Кюблер-Росс. Также модель Кюблер-Росс — продукт определённой культуры и определённого времени, поэтому может быть неприменима к людям других культур. Эта точка зрения была высказана профессором Робертом Дж. Кастенбаумом, экспертом в области геронтологии, старения и смерти. Кастенбаум говорил о следующих моментах:
- не было продемонстрировано существование стадий;
- последовательный переход от первой стадии к последней не был доказан;
- не были признаны ограничения метода;
- граница между описанием и предписанием размыта;
- не принимаются во внимание особенности среды, в которой находились пациенты.

В 2003 году Пол Мациевский из Йельского университета провёл исследование, в результате которого были получены как данные, согласующиеся с моделью Кюблер-Росс, так и данные, с ней не согласующиеся.
В российской психологии темой переживания горя занимался Ф. Е. Василюк, описавший пять фаз переживания горя.